# Teeko

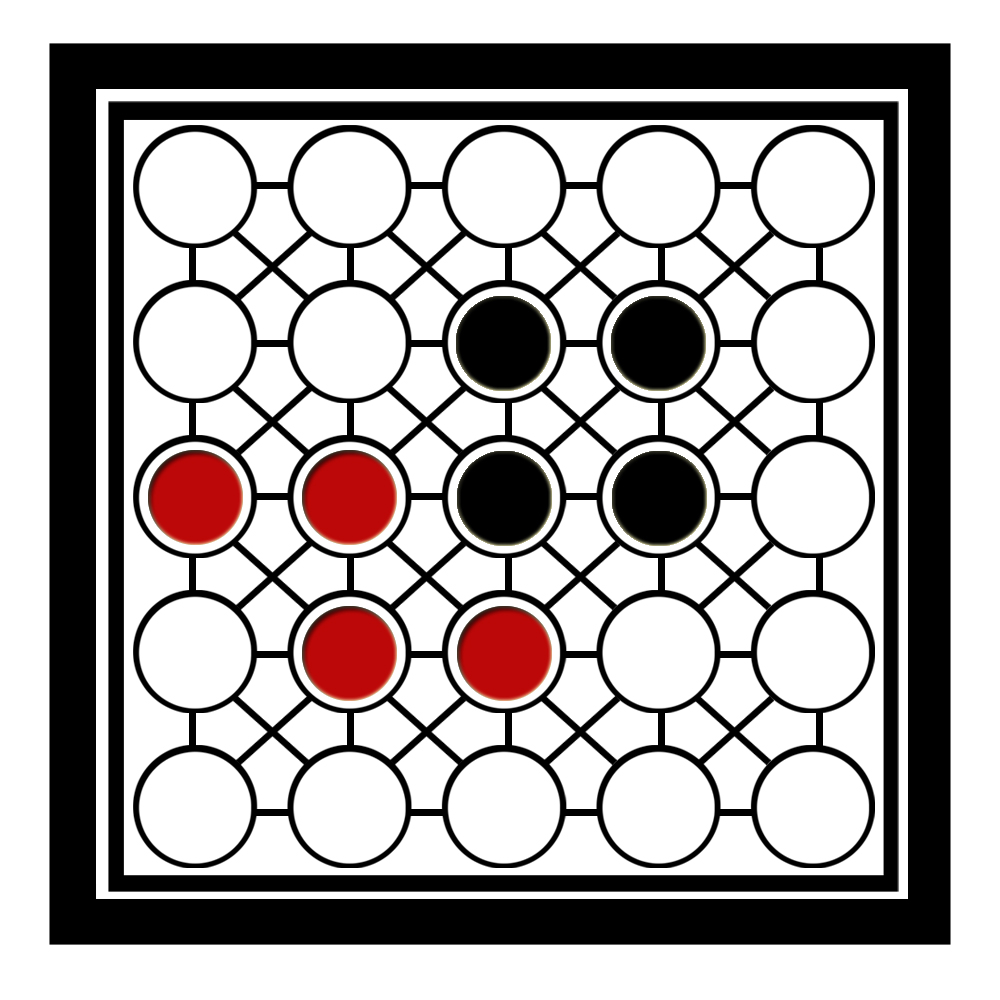
Teeko (mit Sieg für Schwarz)

Teeko ist ein von John Scarne entwickeltes Strategiespiel, das auf einem Feld von fünf Mal fünf Feldern gespielt wird. Es wurde von Scarnes Firma John Scarne Games Inc. vermarktet, die jedoch bankrottging. Der Name Teeko ist laut Scarne eine Kombination aus Tic-Tac-Toe, Schach, Dame und Bingo.

## Spielregeln
Das Spielfeld besteht aus fünf mal fünf Feldern, auf die vier schwarze und vier rote Spielsteine platziert werden. Schwarz beginnt, dann wird jeweils abwechselnd ein Stein auf ein noch freies Feld gesetzt. Das Spiel gewinnt derjenige Spieler, der mit seinen Steinen entweder eine horizontale, vertikale oder diagonale Linie oder ein Quadrat auf vier benachbarten Feldern bildet. Gelingt dies noch nicht mit dem Platzieren der Steine, wird abwechselnd jeweils ein Stein auf ein horizontal, vertikal oder diagonal benachbartes Feld gezogen.

## Strategie
Guy Steele zeigte 1998, dass bei optimalem Spiel keiner der Spieler einen Sieg erlangen kann.

## Varianten
Es existieren 16 Varianten von Teeko (z. B. Advanced Teeko) mit teilweise nur geringfügig geänderten Regeln. Guy Steele zeigte, dass zwei dieser Varianten bei optimalem Spiel einen Sieg für Schwarz (also den ersten Spieler) ermöglichen, während die anderen 14 Varianten ähnlich der Standard-Version bei optimalem Spiel ein Unentschieden bedeuten.

## Wissenswertes
- John Scarne war der Meinung, dass Teeko trotz der einfachen Regeln strategisch anspruchsvoller als die meisten anderen Spiele sei. Aus Stolz über seine Erfindung nannte er seinen 1955 geborenen Sohn John Teeko.
- Als ein Wasserschaden in den Lagerräumen seiner Firma die Vorräte des Spiels vollständig zerstörte, ging Scarnes Firma bankrott. Heute ist Teeko vergleichsweise unbekannt.